# Фатална Џинџер 3: Почетак
Фатална Џинџер 3: Почетак (енгл. Ginger Snaps Back: The Beginning), познат и под насловом Повратак Фаталне Џинџер, канадски је хорор филм из 2004. године, режисера Гранта Харвија, са Кетрин Изабел и Емили Перкинс у главним улогама. Преднаставак је филмова Фатална Џинџер и Фатална Џинџер 2: Ослобођена, као и последњи у трилогији о сестрама Фицџералд и њиховим сусретима са вукодлацима.
Радња филма се одвија у 19. веку, у Канади. Две главне протагонисткиње су Џинџер и Бриџит Фицџералд, које су идентичне својим модернизованим верзијама приказаним у претходна два филма.
Филм је сниман упоредно са другим делом трилогије, који је премијерно приказан исте године.
Изазвао је претежно позитивне реакције. Критичари на сајту Rotten Tomatoes оценили су га са 60% и дали просечну оцену 6,2/10. Због комерцијалног неуспеха другог дела, филм није приказан у биоскопима, већ је крајем августа 2004. објављен на ДВД-у.

## Радња
Након што у бродолому остану без оба родитеља, Џинџер и Бриџит лутају по канадским шумама. Уточиште проналазе у насељу Форт Бајлију, чији становници већ дуже времена покушавају да изађу на крај са вукодлацима. Џинџер поново бива угрижена и инфицирана, а Бриџит покушава да јој помогне да се излечи. Од индијанске видовњакиње сазнаје да је то немогуће и да је мора убити.
За разлику од оригиналног филма, Бриџит и Џинџер се не сукобљавају већ одлучују да наставе да живе заједно упркос томе што се Џинџер претвара у вукодлака.

## Улоге
| Глумац          | Улога             |
| --------------- | ----------------- |
| Кетрин Изабел   | Џинџер Фицџералд  |
| Емили Перкинс   | Бриџит Фицџералд  |
| Натанијел Аркан | Ловац             |
| Џеј Ар Борн     | Џејмс             |
| Хју Дилон       | Велечасни Гилберт |
| Адријен Дорвал  | Шејмус            |
| Брендан Флечер  | Фин               |
| Дејвид ла Хеј   | Клод              |
| Том Макамус     | Волас Роуландс    |
| Метју Вокер     | доктор Марфи      |
| Фабијан Берд    | Мило              |
| Кирк Џарет      | Овен              |
| Дејвид Макинис  | Кормак            |
| Стиви Мичел     | Џефри             |